# When I’m Gone
When I’m Gone – piosenka wykonana przez amerykańskiego rapera Eminema pochodząca z albumu Curtain Call: The Hits. Opowiada o wpływie kariery Eminema na jego relacje z córką Hailie oraz żoną – Kim.
Singel został oficjalnie wydany w USA 6 grudnia 2005 roku oraz w Australii – Styczeń 2006.

## Lista utworów
1. „When I’m Gone (Album Version) (Explicit)”
2. „Business (Album Version) (Explicit)”
3. „When I’m Gone (Instrumental)”
4. „When I’m Gone (Trl Final Version) (Video)”